# Теория глобального рабочего пространства
Тео́рия глоба́льного рабо́чего простра́нства (ТГРП, англ. Global workspace theory (GWT)) — нейробиологическая теория сознания, которая объясняет сущность сознания в качестве особого рабочего пространства, обеспечивающего доступность и взаимодействие между независимыми мозговыми процессами (или когнитивными модулями). Впервые теория была предложена когнитивным психологом Бернардом Баарсом в 1988 году и позднее была развита нейробиологами Станисласом Деаном и Жан-Пьером Шанжё в рамках нейробиологического подхода. С момента своего создания ТГРП является одной из наиболее популярных и многообещающих теорий объяснения механизмов работы сознания, идеи которой применяются в области искусственного интеллекта.
Центральное понятие глобального рабочего пространства было введено Баарсом на основе понятия когнитивной архитектуры, предложенной Алленом Ньюэллом и Гербертом А. Саймоном. Глобальное рабочее пространство — это особый тип когнитивной архитектуры, в которую поступают сообщения от конкурирующих между собой когнитивных модулей, специализирующихся на анализе и обработке сенсорной информации определенного типа. Доступ к сознанию получает та информация, которая доминирует в глобальном рабочем пространстве в настоящий момент — именно она формирует текущее содержание сознания. Функцией сознания, можно назвать то, что различные вычислительные процессы обработки информации могут решать задачи только при согласованном взаимодействии в рабочем пространстве, но неспособны сделать это по-отдельности.

## Описание теории
Ключевой идеей теории глобального рабочего пространства Баарса является то, что сознание является особым мозговым процессом, который обеспечивает взаимную доступность между независимыми в обычном состоянии зонами мозга и создает путь для их согласованного взаимодействия (интеграции). Иными словами, в отсутствии сознания мозг не может работать как единое целое.
Условие существования сознания — это формирование рабочего пространства, которое представляет собой психическую структуру, создаваемую когнитивными процессами для решения текущей задачи, например, для формирования эмоции или достижения цели. Доступ к рабочему пространству получают различные комплексы нейронов: там они могут взаимодействовать между собой и обмениваться информацией.
Понятие глобального рабочего пространства имеет много общего с концепцией рабочей памяти, что связано с пониманием рабочей памяти как основного рабочего пространства, в котором осуществляется сознательная когнитивная деятельность человека. В теории предполагается, что содержания сознания конкурируют за доступ в ограниченное рабочее пространство и, таким образом, содержание мгновенной памяти может включать в себя только один доминирующий процесс.

## Метафора театра
Для описания и лучшего понимания идеи глобального рабочего пространства Баарс использует метафору «театра сознания». По аналогии с теорией функционализма Уильяма Джеймса, сознание рассматривается как непрерывно изменяющийся поток воспринимаемых ощущений. «Прожектор» селективного внимания освещает небольшую часть сцены театра сознания, в которой происходит постоянная смена содержаний сознания. Режиссер, стажеры, сценаристы (в качестве различных исполнительных процессов мозга) находятся за кулисами в темноте. Они могут влиять на действия в освещенной (осознаваемой) части, но сами по себе невидимы. Публика, которая символизируют неосознаваемые процессы, также невидима и находится в неосвещенной части сцены.
В отличие от Картезианского театра, с которым связана основная критика теории, в ТГРП опровергается дуалистическое представление, согласно которому есть кто-то, наблюдающий за происходящим в театре сознания. Иными словами, в ТГРП отсутствует внутренний наблюдатель, с которым человек отождествляет свое «я» в процессе самосознания.

## Теория нейронного глобального рабочего пространства
На основе теории Баарса, французские нейробиологи Станислас Деан, Лионель Наккаш и Жан‑Пьер Шанжё предложили собственную теорию нейронного глобального рабочего пространства (НГП) (англ. global neuronal workspace theory). 
Согласно теории НГП, нейронное рабочее пространство состоит из распределенных по коре длинноаксонных возбуждающих кортико-кортикальных нейронов, образующих взаимосвязанные тракты. Такие нейроны способны избирательно мобилизовать или тормозить вклад специфических модулей обработки информации. Сознание в НГП понимается как глобальная передача информации в коре головного мозга с помощью особой сети нейронов рабочего пространства, целью которых является массовый взаимообмен информации в мозге.
В данной теории считается, что нейронные корреляты рабочего пространства находятся в определенных частях коры (пирамидные нейроны 2 и 3 кортикальных слоев головного мозга) и активность в этих слоях коррелирует с сознанием. Таких нейронов рабочего пространства особенно много в префронтальной коре, однако анатомически нейронное рабочее пространство четко не очерчено, поскольку в разное время в рабочее пространство могут входить разные комплексы нейронов.
Для участия в формировании содержания сознания необходима длительная нейронная активность. Каждый модуль мозга должен быть внутренне активен, он отправляет результаты обработки (восходящие сигналы) к нейронному рабочему пространству, активируя его нейроны, которые затем отсылают назад нисходящие сигналы, усиливая активность сообщения. Такая двусторонняя активация создает самоусиливающийся, самоподдерживающийся цикл активности, поставляющий то или иное содержание в пространство сознания.
Осознание определенной информации можно представить как достижение такого ее уровня обработки в мозге, на котором ею можно поделиться и на котором она становится доступной для совместного использования. Например, область Брока (или ее части, участвующая в выборе слов для возможного произнесения) информируется о содержании зрительного образа и человек получает возможность назвать то, что он видит. В то же время область гиппокампа может получать информацию о зрительном образе, поэтому может сохранить это представление в памяти. Теменные области мозга также получают информацию о зрительном образе, чтобы человек мог направить внимание или решить, что это не то, чем он хотел бы заниматься и т. д. Критерий совместного использования информации отсылает к осознаваемому представлению так, что всякий раз, когда часть информации осознается, с ней возможно сделать очень широкий набор вещей.
В отличие от исходной модели, предложенной Баарсом, теория нейронного рабочего пространства делает акцент на активности коры головного мозга и не отводит решающей роли таламокортикальной системе обратной связи. Активность нейронных сетей, предполагаемая теорией НГП, тесно связывает сознание с нисходящим селективным вниманием и с рабочей памятью, в связи с чем появляется вопрос о возможности отождествления сознания с этими процессами.

## Экспериментальная проверка
В отличие от исходной теории глобального рабочего пространства Б. Баарса, которая на момент своего создания представлялась научному сообществу довольно абстрактной, ее нейробиологическая версия имеет многочисленные эмпирические основания.
В одном из исследований Деан и его сотрудники использовали визуальную обратную маскировку с целью сравнения осознаваемых и неосознаваемых слов, с предъявлением визуального стимула («маски» или «маскирующего стимула») сразу после «целевого» визуального стимула так, что замаскированные слова не осознавались, но были узнаваемы по своим физическим характеристикам (воспринимались неосознанно). 
Визуализация мозга показала, что и осознаваемые и неосознаваемые слова вызывают активацию зрительной зоны коры головного мозга и зоны распознавания слов, связанных с анализом локализации стимула, формы, цвета и идентификации слова. Однако, осознаваемые слова вызывают в данных зонах активность в 12 раз большую, чем идентичные неосознаваемые. Кроме того, нейронная активность при осознаваемой стимуляции распространяется от зрительных областей в другие области головного мозга, а именно, в областях височной и лобной областях коры, что не наблюдается при неосознаваемой стимуляции.